# Бекежанов, Нартай
Нартай Бекежанов (26 марта 1890, ныне аул Бестам Шиелийского района Кызылординской области — 17 декабря 1954, Алма-Ата) — советский казахстанский акын, певец, композитор. Происходит из подрода шубыртпалы рода каракесек племени аргын.

## Биография
Исполнять песни начал в возрасте десяти лет. Известность получил в 1935 году, работая в то время художественным руководителем в зимнем детском доме в Шиели. Спустя несколько лет поступил на работу в созданный эстрадно-концертный зал в Кызылорде, где работал до конца жизни. С 1937 года возглавлял культбригаду Шиелинского района.
Заслуженный деятель искусств Казахской ССР (1939). С 1936 года в эстрадно-концертной бригаде в Кызылорде. Участник этнографического концерта на открытии Всесоюзной сельскохозяйственной выставки (Москва, 1939), Декады казахской литературы и искусства в Москве (1946), республиканских айтысов акынов (1939, 1944), различных национальных поэтических конкурсах, в том числе конкурсе Нурлыбека Баймуратова, выступал в том числе на сцене Большого театра в Москве.
Автор песен «Толқын», «Нартай сазы», «Ахау, жалған» и других, которые считаются классикой казахского национального песенного искусства. Некоторые его произведения вышли отдельными изданиями: «Домбыра сазы» (1950), «Өлең мен айтыстары» (1950, 1956), «Өсиет» (1982, издательство «Жазушы»), «Аманат» (1990). Полное собрание его песен издавалось дважды. Во многих своих произведениях воспевал крестьянских труд, обличал жадность мулл, до конца жизни боролся за идейность искусства. Награждён орденом «Знак почёта», медалями, почётной грамотой Верховного совета Казахской ССР.
Его биография «Нартай» была выпущена Мухамеджаном Рустемовым. В 2010 году в Казахстане отмечалось 120-летие со дня его рождения.